# Facepunch Studios
Facepunch Studios er en britisk computerspilsudvikler og -udgiver med hovedsæde i Walsall, England, der blev grundlagt i juni 2004 og inkorporeret den 17. marts 2009 af Garry Newman. Virksomheden er mest kendt for sit sandbox-computerspil Garry's Mod og overlevelses-computerspillet Rust. Facepunch udvikler på nuværende tidspunkt en spirituel efterfølger til Garry's Mod med titlen Sandbox.

## Historie
I juni 2004 blev Facepunch Studios grundlagt af Garry Newman til den kommende udgivelse af Facewound. Newman og hans samarbejdspartnere havde til hensigt at bruge dette studienavn i stedet for et af deres personlige navne for at fremstå mere professionelle. Navnet "Facepunch" kom fra brainstormen af navne fra spillet Facewound, hvor noget "dumt macho" var nødvendigt. Til sidst blev to navne valgt: Facepunch and Facewound. Facewound blev brugt til spillet, men Facepunch blev anset som værende "for sjovt lydende til blot at lade dø", og det blev så brugt som navnet på virksomheden.
I 2004 startede Garry Newman udviklingen af Garry's Mod, der oprindeligt var et sideprojekt, som til sidst overtog Facewound-forummet samt det meste af Newmans tid. Facewound blev senere udskudt og annulleret, og Facepunch Studio blev opløst. Garry's Mod er blevet Facepunch Studios' flagskibsspil, og det er regelmæssigt et af de mest spillede Steam-spil efter at at være blevet udgivet tæt ved Steams begyndelse. Studiet har over 20 ansatte.

## Udviklede spil
| År   | Titel       | Platform(e)                                       |
| ---- | ----------- | ------------------------------------------------- |
| 2006 | Garry's Mod | Linux, macOS, Microsoft Windows                   |
| 2018 | Rust        | macOS, Microsoft Windows, PlayStation 4, Xbox One |
| 2018 | Clatter     | Microsoft Windows                                 |
| 2019 | Chippy      | Microsoft Windows                                 |
| TBA  | Sandbox     | Microsoft Windows                                 |